# Tutto bene a "Carson Planet"
Tutto bene a "Carson Planet" (The War Against the Rull), pubblicato anche come Tutto bene a Carson Planet e La guerra contro i Rull, è un romanzo di fantascienza del 1959 dello scrittore canadese, naturalizzato statunitense A. E. van Vogt.

## Storia editoriale
Il romanzo, come altri dell'autore, è un fix-up cioè un adattamento di racconti pubblicati in precedenza; un settimo racconto è stato aggiunto molti anni dopo.
Nel trasformare i suoi racconti brevi per riviste in fix-up di più ampio respiro, van Vogt spesso modificava le trame o trapiantava i protagonisti per integrare opere originariamente non correlate in una narrazione unitaria. The War Against the Rull ne è un esempio emblematico: tre dei sei racconti che lo compongono erano inizialmente estranei alla serie dei Rull, e solo in due dei sei il protagonista era lo stesso del romanzo, Trevor Jamieson.
Il V e XX capitolo sono interpolazioni, costituite da nuovo materiale che colma le lacune tra la prima e la seconda e tra la quinta e la sesta storia.

### Racconti
I sei racconti che, con l'aggiunta di due capitoli di collegamento, sono andati a costituire il romanzo, erano stati tutti originariamente pubblicati in Astounding Science Fiction.

#### Collabora, altrimenti...
I primi quattro capitoli sono costituiti dalla rielaborazione del racconto Co-Operate - Or Else!, o anche Cooperate or Else, originariamente pubblicato nell'aprile 1942; la traduzione in italiano di Roberta Rambelli intitolata Collabora, altrimenti.., è stata inserita nell'antologia Le grandi storie della fantascienza 4, pubblicata nel novembre 1981 dalla SIAD Edizioni nella collana Le grandi storie della fantascienza, nel settembre 1990 dalla Bompiani nel volume n. 155 della collana I Grandi Tascabili Bompiani e nel giugno 2006 dalla RCS Periodici nella collana Le Grandi Storie della Fantascienza. Edizione Speciale per Newton.
In questa storia appaiono per la prima volta i Rull, come espediente narrativo per la trama principale, che esplora il tentativo degli umani di ottenere la cooperazione degli Ezwal, una specie non tecnologica che finge di essere priva di intelligenza per ostacolare la colonizzazione umana del proprio pianeta natale.
Come tipico delle sue prime opere, Van Vogt si concentra sul conflitto tra umani e alieni (Repetition è una rara eccezione), in questo caso tra il professor Jamieson e un Ezwal, una grande creatura a sei zampe. 
L'azione si svolge su un pianeta selvaggio e inospitale dove l'Ezwal cerca di eliminare Jamieson per aver scoperto la loro intelligenza, conoscenza percepita come una minaccia per la loro sopravvivenza.
Un ulteriore elemento di tensione è introdotto dai Rull, una misteriosa e temibile specie vermiforme, che funge da nemico comune, costringendo umani ed Ezwal a "cooperare, altrimenti!”.
Nella versione per il "fix-up" è mitigata la ferocia degli Ezwal nei confronti degli umani e cambiato il finale, dove gli Ezwal rifiutano definitivamente la collaborazione.

#### Attenzione al Gryb
Il sesto e settimo capitolo sono costituiti dalla rielaborazione del racconto The Gryb, o anche Repetition, pubblicato originariamente nell'aprile 1940, la traduzione in italiano di M[aurizio] Nati e S[andro] Pergameno, intitolata Attenzione al Gryb è stata pubblicata dalla Fanucci Editore nel 1976, nel volume n. 24 della collana Futuro. Biblioteca di Fantascienza come parte dell'antologia personale Il cristallo venuto dal tempo.
È una delle prime opere di Van Vogt e la più vecchia di quelle che sono andate a comporre il romanzo, inoltre è la prima a focalizzarsi su un conflitto tra esseri umani anziché tra umani e alieni.
Il racconto originale non includeva alieni intelligenti ed era ambientato su Europa, una luna di Giove, prima che l'umanità si spingesse oltre il sistema solare, in un contesto di tensione politica tra la Terra e Marte, già colonizzato dall'uomo.
Il conflitto centrale vede contrapposti Thomas, un esploratore interplanetario e uomo di stato con una visione ampia e lungimirante, e Bartlett, un colono di Europa, il cui punto di vista è limitato e ottuso, tipico di chi vive in un ambiente isolato. La narrazione è ricca di azione, ma il suo punto di forza risiede nel conflitto psicologico tra i due protagonisti, derivante dalle loro diverse prospettive e origini.
Nella riscrittura del 1959 per il "fix-up" il conflitto finemente delineato tra Thomas e Bartlett su Europa diventa un conflitto vagamente razionalizzato tra Jamieson e una colona su un satellite del fittizio Carson's Planet.
Inoltre l'autore descrive il satellite come disabitato, ma dimentica di eliminare i riferimenti alle città coloniali e alle miniere di Europa, creando così una evidente incongruenza narrativa.

#### The Second Solution
I capitoli dall'ottavo al tredicesimo sono costituiti dalla rielaborazione del racconto The Second Solution, originariamente pubblicato nel numero dell'ottobre 1942 di Astounding Science Fiction.
Il racconto originale, un vago seguito di Cooperate - Or Else, coinvolge solo umani ed Ezwal senza menzionare i Rull, il professor Jamieson resta fuori scena e non è un personaggio principale della storia, che riguarda una "seconda soluzione" al problema della coesistenza con gli Ezwal.
Per il fix-up è stato notevolmente ampliato con più scene del cucciolo di Ezwal alle prese con la fauna selvatica della Terra, il protagonista originale Caleb Carson, l'assistente di Jamieson, è stato sostituito con lo stesso Jamieson.

#### La foresta verde
I capitoli dal XIV al XVI sono costituiti dalla rielaborazione del racconto The Green Forest, originariamente pubblicato nel giugno 1949; una traduzione di G. P. Sandri intitolata La foresta verde fu pubblicata dalla Armenia Editore come parte dell'antologia personale Il meglio di A. E. Van Vogt. Una grande antologia personale. 12 racconti (The Best of A. E. Van Vogt, 1974), nel 1978 nel volume n. 9 della collana Robot Speciale e di nuovo nel 1980 nel volume n. 17 della collana Raccolta Robot; nel giugno 1988 una traduzione di Daniela Galdo intitolata Yevd è stata pubblicata dalla Fanucci Editore nel terzo volume della collana Biblioteca di Fantascienza, come parte dell'antologia personale intitolata La casa senza tempo.
Nella versione originale l'umanità è in conflitto con gli Yevd, un nemico molto diverso dai Rull. 
Ambientato in un mondo frenetico di uomini d'affari, avvocati e sindacati, il racconto tratta di un triplice scontro tra il protagonista umano Marenson, il suo antagonista Clugy e gli alieni Yevd.
A differenza degli implacabilmente ostili Rull, gli Yevd avevano precedentemente comunicato con gli umani, arrivando a scambiare ambasciatorie per poi impegnarsi in una guerra territoriale a bassa intensità.
Fisicamente molto diversi dai Rull, sono alti, spigolosi e neri, con molte braccia e gambe reticolate simili a pistoni, incapaci di percepire suoni senza strumenti artificiali comunicano tramite luce modulata, possiedono un'abilità camaleontica di proiettare travestimenti olografici e generare esplosioni di energia. 
La loro vera forma è vista raramente poiché “la padronanza della luce e dell’illusione” consente loro di assumere sembianze umane perfette, persino impersonando individui specifici, come lo stesso Marenson.
Nel "fix-up" gli Yevd diventano Rull, ma conservano alcune delle loro caratteristiche creando confusione: in alcuni capitoli i Rull sono enigmatiche creature simili a vermi con processi di pensiero e comportamenti completamente disumani mentre in altri sono mutaforma capaci di rendersi indistinguibili dagli umani.

#### Iniziazione
I capitoli dal XVII al XIX sono costituiti dalla rielaborazione del racconto The Sound originariamente pubblicato nel febbraio 1950; una traduzione in italiano di F. Jachino intitolata Iniziazione è stata pubblicata nel 1962 dalla Ponzoni Editore in appendice al volume n. 91 della collana I Romanzi del Cosmo, e poi di nuovo nel 1965 in appendice al volume n. 45 della collana Cosmo. I capolavori della fantascienza; una traduzione di Sandro Pergameno intitolata Il suono è stata pubblicata dalla Editrice Nord nel novembre 1979 come parte dell'antologia Destinazione Universo, volume n. 40 della collana Cosmo Serie Oro. Classici della Narrativa di Fantascienza.
La storia originale riprende la narrazione sugli Yevd, gli alieni già introdotti in The Green Forest, e si svolge nello stesso vivace universo narrativo.
Il protagonista è Diddy, un bambino di nove anni che, con sorprendente precocità, elimina numerose spie Yevd nel corso della storia.
Come in "The Green Forest", gli Yevd imitano quasi perfettamente gli umani, padroneggiando persino l'inglese colloquiale.
Nella versione per il "fix-up", il personaggio di Marenson viene sostituito da Jamieson, Diddy diventa suo figlio mantenendo il proprio nome e gli Yevd, nonostante le differenze, diventano i misteriosi Rull.

#### Il Rull
I capitoli dal XXI al XXV sono costituiti dalla rielaborazione del racconto The Rull, originariamente pubblicato nel maggio 1948; una traduzione di Vittorio Curtoni intitolata Il Rull fu pubblicata dalla Arnoldo Mondadori Editore come parte dell'antologia Astronavi & avventure (The Good Old Stuff, 1998) nel volume n. 1402 del 3 dicembre 2000 della collana Urania.
Quest'opera è l'unica a narrare di un conflitto interstellare totale con i Rull e l'unica componente del fix-up in cui si assiste a un confronto diretto tra un essere umano e un Rull: viene riproposto il professor Jamieson impegnato in una lotta contro un potente Rull, entrambi bloccati su un pianeta disabitato. 
Inoltre, si distingue per essere l'unica storia parzialmente narrata dalla prospettiva dei Rull, rivelando che sono una specie extragalattica, si autodefiniscono "Ria" e si considerano l'organismo perfetto per cui ritengono "inutili" tutte le altre forme di vita intelligenti.
Questo è il vero seguito di Cooperate - Or Else!, entrambi i racconti descrivono i Rull come grandi creature vermiformi, muscolose e bianche come ossa che si spostano strisciando o camminando grazie a numerose ventose che fungono anche da bocche. 
Sono carnivori con un metabolismo molto veloce e si nutrono paralizzando grandi prede, inclusi gli esseri umani, per poi scavare nei loro corpi e consumarli dall'interno.
I Rull hanno processi mentali e comportamentali incomprensibili per gli esseri umani e a loro volta possono essere sconcertati dal comportamento umano; ciononostante possiedono una conoscenza della psicologia umana tale da poter indurre le persone al suicidio attraverso suggestioni ipnotiche inserite in semplici immagini.
La trama rielaborata per il "fix-up" incorpora l'alieno Ploiano introdotto nell'interpolazione del XX capitolo e amplia il finale, in cui Jamieson viene promosso all'equivalente di un segretario generale di una Convenzione Galattica, simile alle Nazioni Unite.

#### Il primo Rull
Nella ristampa del 1999 e in tutte le edizioni successive è stato incluso, come XXVI capitolo, un settimo racconto: The First Rull, originariamente pubblicato dalla DAW Books nel 1978 come parte dell'antologia personale Pendulum; la traduzione italiana di Giampaolo Cossato e Sandro Sandrelli, intitolata Il primo Rull, è stata pubblicata nel 1980 dalla Editrice Nord come parte dell'antologia Pendulum, volume n. 102 della collana Cosmo collana di fantascienza.
Si tratta di un prequel che descrive le attività di un infiltrato Rull sulla Terra, apparentemente prima dello scoppio della guerra tra umani e Rull. Il suo tono semi-satirico e sessualmente schietto è molto diverso da quello del resto della serie.

### Romanzo
Il romanzo fu pubblicato per la prima volta nel 1959 da Simon & Schuster.
La traduzione in italiano di Beata Della Frattina fu pubblicata dalla Arnoldo Mondadori Editore nella collana Urania, per la prima volta nel 1960, nel volume n. 238, con il titolo Tutto bene a "Carson Planet", di nuovo nel 1970, nel volume n. 539, con il titolo Tutto bene a Carson Planet e ancora con questo titolo nel 1979, nel volume n. 15 della collana Millemondi intitolato Millemondiestate 1979: Tre romanzi completi di Alfred E. Van Vogt.
Una traduzione in italiano di Riccardo Valla intitolata La guerra contro i Rull fu pubblicata nel 1977 dalla Editrice Nord nel volume n. 26 della collana Cosmo Serie Oro. Classici della Narrativa di Fantascienza.
Una traduzione di Marta Simonetti, pure intitolata La guerra contro i Rull fu pubblicata nel novembre 1988 dalla Fanucci Editore nel volume n. 5 della collana Biblioteca di Fantascienza, come parte dell'antologia personale La guerra contro i Rull [e altri racconti].

## Trama

### Capitoli 1-4
Trevor Jamieson naufraga in una giungla mortale sul pianeta Eristan II con un Ezwal, una creatura simile ad una lucertola a sei zampe del peso di tre tonnellate, intelligente e telepatica, che odia gli umani perché hanno colonizzato il suo mondo natale, Carson Planet. Dopo essersi salvati dallo schianto dell'astronave che li trasportava Jamieson e l'Ezwal devono dirigersi verso il relitto nella speranza che la radio subspaziale sia ancora utilizzabile per chiedere aiuto. Il loro viaggio è interrotto da un incrociatore appartenente ai Rull, creature che sembrano essersi evolute da vermi camaleontici e che sono implacabilmente ostili a tutta la vita intelligente. I Rull catturano l'Ezwal, ma devono nascondersi quando una corazzata terrestre ingaggia il loro incrociatore. Quando una pianta autoctona uccide i Rull, l'Ezwal guida Jamieson alla loro scialuppa di salvataggio con la quale Jamieson li porta entrambi in salvo.

### Capitolo 5
Jamieson organizza il ritorno dell'Ezwal a Carson Planet. Mentre si separano, l'Ezwal respinge la richiesta di Jamieson che gli Ezwal sviluppino una civiltà tecnologica in grado di combattere i Rull. Jamieson trova una analoga intransigenza nei coloni umani, che hanno avuto tutti membri della famiglia uccisi dagli Ezwal. Una giovane donna gli dice che la luna di Carson Planet è abitabile e si offre come guida per visitarla.

### Capitoli 6-7
Sul satellite di Carson Planet, Barbara Whitman attira Jamieson in una trappola,  il suo piano di uccidere Jamieson non riesce, ma sono entrambi bloccati su un mondo ostile.
Cominciano a camminare verso la città da dove sono venuti e Jamieson usa le sue abilità di sopravvivenza nel deserto per ottenere cibo per loro e salvarli da un gry succhiasangue.
Diversi giorni dopo l'equipaggio della sua nave li trova e li salva.

### Capitoli 8-13
Jamieson è preoccupato perché una femmina Ezwal e il suo cucciolo vengono trasportati sulla Terra. La nave che li trasporta si schianta in Alaska e un membro dell'equipaggio uccide la madre, che a sua volta lo uccide prima di morire. Il cucciolo riesce a fuggire e viene inseguito da uomini che credono che sia solo un animale. Jamieson arriva mentre i cacciatori si avvicinano e con la collaborazione dell'Ezwal convince gli uomini a non ucciderlo poiché si tratta di un essere intelligente.

### Capitoli 14-16
Jamieson sta organizzando un progetto sul pianeta Mira 23 per ottenere un fluido da una forma di vita nativa al fine di creare una sostanza che avvelenerà i Rull.
Viene rapito da agenti Rull e portato su Mira 23, dove intendono usarlo per individuare il capo del progetto ed ucciderlo. Viene lasciato nella foresta, dove la fauna letale lo ucciderà, anche se i tre agenti Rull vengono uccisi da una minaccia che non avevano previsto. Jamieson viene quindi salvato dal capo del progetto.

### Capitoli 17-19
A Solar City il figlio di Jamieson, Diddy, è alla ricerca della fonte di un suono onnipervasivo. Durante la sua missione notturna è avvicinato da spie e sabotatori Rull che lo usano per accedere al Cantiere, dove è in costruzione una gigantesca astronave.
Diddy, con l'aiuto di agenti del controspionaggio e del cucciolo di Ezwal, ottiene una pistola a fiamma e uccide i sabotatori, quindi completa la sua ricerca.

### Capitolo 20
Accompagnato dal cucciolo di Ezwal Jamieson si reca sul pianeta Ploia per catturare uno dei nativi, costituito interamente da campi elettromagnetici il ploiano manda in tilt i sistemi elettrici, quindi Jamieson deve usare dispositivi puramente meccanici per controllare la sua nave. Per mezzo delle facoltà telepatiche dell'Ezwal entra in contatto con il ploiano, che accetta di aiutarlo in cambio della promessa di riportarlo a casa.

### Capitoli 21-25
Da Ploia, Jamieson si dirige verso Laerte III per effettuare un'indagine preliminare sull'utilizzo del pianeta come base operativa contro i Rull. Una nave di sorveglianza Rull disattiva la sua scialuppa di salvataggio, ma viene a sua volta abbattuta. Jamieson deve quindi ingaggiare con il Rull una battaglia d'ingegno che dura dieci giorni, durante i quali riesce a condizionare il Rull, instillando nel suo subconscio la convinzione che la guerra sia futile. Alla fine il Rull lo cattura, ma il ploiano lo libera e i due tornano a casa in una scialuppa di salvataggio Rull. 
Il Rull che Jamieson ha affrontato risulta essere un Capo Supremo e in effetti, pone fine alla guerra.

### Capitolo 26
Prima dello scoppio della guerra i Rull inviano sulla Terra delle spie per recuperare una zattera antigravità che gli umani hanno trovato senza rendersi conto dell'enorme potenziale della superiore tecnologia in essa contenuta; uno dei Rull, infiltrato in un'università terrestre, porta a termine l'operazione sabotando al contempo esperimenti, assassinando studenti e in generale, seminando caos e confusione prima di lasciare il pianeta con una bassa opinione dell'umanità in generale e della vita universitaria in particolare.

## Critica
Floyd C. Gale, il recensore di Galaxy, ha accolto positivamente il romanzo, costituito da racconti <<assemblati qui in forma di romanzo senza indebite distorsioni e sono un buon esempio di come scrive van Vogt quando non complica la trama.>>.
Secondo Frederik Pohl <<Un van Vogt molto più attraente [rispetto a quello di L'occhio dell'infinito] è The War Against the Rull (Simon & Schuster), che è composto da cinque racconti tagliati e ricuciti con molta abilità fino ad apparire un romanzo. Sebbene i personaggi principali siano impenetrabilmente non umani, la lettura vale la pena poiché le simpatie di Van Vogt sono accese e lui li rende interessanti e formidabili. Ogni storia è il racconto di una battaglia nella interminabile guerra dell'uomo contro i suoi concorrenti per la supremazia nello spazio: i voraci, potenti e odiosi Rull, che possono controllare la luce.>>.